# Receptor de histamina H1
El receptorH1 es un receptor de membrana activado por la amina biogénica histamina. Pertenece a la familia de los receptores acoplados a proteína G similares a la rodopsina. Se expresa en los músculos lisos, en las células del endotelio vascular, en el corazón y en el sistema nervioso central. El receptor H1 está vinculado a una proteína G intracelular (Gq) que activa la fosfolipasa C y la vía de señalización del trifosfato de inositol (IP3). Los antihistamínicos, que actúan sobre este receptor, se utilizan como fármacos antialérgicos. Se ha determinado la estructura cristalina del receptor el que se ha utilizado para descubrir nuevos ligandos del receptor de histamina H1 en estudios de cribado virtual basados en dicha estructura.

## Inflamación
La expresión de NF-κB, el factor de transcripción que regula los procesos inflamatorios, es promovida por la actividad constitutiva del receptor H1 así como por los agonistas capaces de unirse a este receptor. Se ha demostrado que los medicamentos antihistamínicos H1 atenúan la expresión de NF-κB y con ello mitigan ciertos procesos inflamatorios en las células asociadas al receptor.

## Neurofisiología
Los receptores de histamina H1 son activados por histamina endógena, que es liberada por neuronas que tienen sus cuerpos celulares en el núcleo tuberomamilar del hipotálamo. Estas neuronas histaminérgicas se activan durante el ciclo de sueño-vigilia diurno, disparando aproximadamente a unos 2 Hz; durante el sueño de ondas lentas, esta tasa de disparo se reduce a aproximadamente 0,5 Hz. Finalmente, durante el sueño REM, las neuronas histaminérgicas dejan de activarse por completo. Se ha informado que las neuronas histaminérgicas tienen el patrón de disparo más selectivo de todos los tipos conocidos de neuronas.
Los antihistamínicos que cruzan la barrera hematoencefálica inhiben la actividad del receptor H1 en las neuronas que se proyectan desde el núcleo tuberomamilar. Esta acción es responsable por el efecto de somnolencia asociado con estos medicamentos.[cita requerida]

## Anti-H1 en otras situaciones

### Lactancia
El uso de antihistamínicos durante la lactancia, especialmente en los primeros meses de vida del niño, aumenta el riesgo de irritabilidad, reducción de la cantidad de leche materna producida por la madre y sedación. Así, los antihistamínicos H1 sólo pueden prescribirse durante la lactancia cuando la eficacia del tratamiento es mayor que los riesgos ocasionados al lactante.

### Gestación
Los antihistamínicos H1 se han utilizado ampliamente durante el primer trimestre del embarazo humano con evidencias de su seguridad en esta etapa. En el tercer trimestre los antihistamínicos conllevan posibles riesgos de convulsiones neonatales.

### Geriátrico
El uso de antihistamínicos H1 en ancianos se utiliza para tratar la conjuntivitis, rinitis, urticaria, además de su uso profiláctico en otras situaciones. Como cualquier otro medicamento, la elección del fármaco a utilizar debe tener en cuenta las posibles interacciones medicamentosas con otros medicamentos ya utilizados por el paciente.